# سازمان خانواده در ژاپن

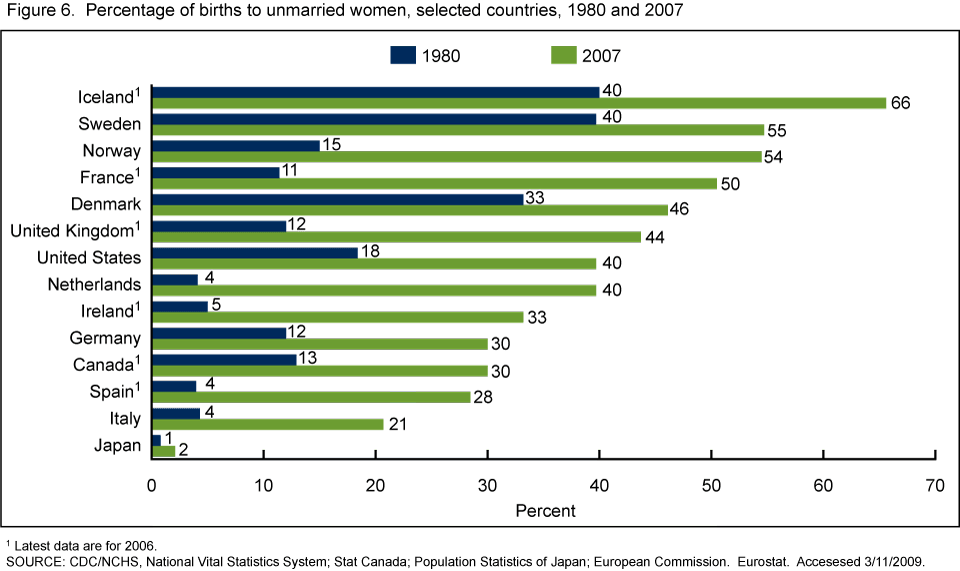
درصد تولد زنان مجرد در کشورهای منتخب، ۱۹۸۰ و 2007. همان‌طور که در شکل مشاهده می‌شود، ژاپن به همین میزان از روند سایر کشورهای غربی در مورد فرزندان خارج از ازدواج پیروی نکرده‌است.

سازمان خانواده در ژاپن (انگلیسی: Family policy in Japan) به اقدامات دولتی اشاره دارد که سعی در افزایش نرخ زاد و ولد ملی دارد به منظور رسیدگی به جمعیت رو به کاهش ژاپن یا پیری ژاپن. حدس زده می‌شود که علل اصلی کاهش نرخ زاد و ولد در ژاپن شامل چالش‌های نهادی و اجتماعی زنان ژاپنی است که انتظار می‌رود از کودکان مراقبت کنند در حالی که به‌طور همزمان ساعات طولانی مورد انتظار کارگران ژاپنی را کار می‌کنند. بنابراین اقدامات سیاست خانواده ژاپنی به دنبال تسهیل مراقبت از کودکان برای والدین جدید است.